# St. Veit an der Triesting
St. Veit an der Triesting ist ein Dorf in der Stadtgemeinde Berndorf, Niederösterreich.

## Geografie
Das Dorf liegt 3 Kilometer östlich der Stadt Berndorf und nördlich der Triesting und ist Teil der Ortschaft Berndorf.

## Geschichte
Im Franziszeischen Kataster von 1820 ist St. Veit mit zahlreichen Gehöften und Häusern verzeichnet. Mit Landesgesetz vom 26. April 1923 wurde St. Veit mit Berndorf vereinigt und die Katastralgemeinde von Sankt Veit in Berndorf II umbenannt.

## Kultur und Sehenswürdigkeiten
- Katholische Pfarrkirche St. Veit an der Triesting

## Wirtschaft und Infrastruktur

### Bildung
In Sankt Veit befinden sich zwei Kindergärten und eine Volksschule.

## Persönlichkeiten
- Franz Birner (1920–2009), Bediensteter der Arbeiterkammer und Abgeordneter zum Landtag von Niederösterreich
- Ernst Höger (1945–2019), Politiker, Landesrat und Landeshauptmannstellvertreter